# محوطه امامزاده محمود
محوطه امامزاده محمود مربوط به سده‌های متاخر دوران‌های تاریخی پس از اسلام است و در شهرستان کهگیلویه، بخش چرام، دهستان چرام، روستای آقاسری واقع شده و این اثر در تاریخ ۱۸ شهریور ۱۳۸۷ با شمارهٔ ثبت ۲۳۲۲۶ به‌عنوان یکی از آثار ملی ایران به ثبت رسیده است.